# Линдозеро (озеро, Кондопожский район)
Линдозеро — пресноводное озеро на территории Гирвасского сельского поселения Кондопожского района Республики Карелии.

## Общие сведения
Площадь озера — 6,3 км², площадь водосборного бассейна — 4380 км². Располагается на высоте 132,0 метров над уровнем моря.
Форма озера лопастная. Берега изрезанные, каменисто-песчаные, преимущественно заболоченные.
Через Линдозеро течёт река Суной.
С южной стороны в Линдозеро впадает река Нурмис, несущая воды озёр Мярандуксы, Сяпчозера, Урос, Тилкуслампи, Сяргозера, Риндозера, Торос и Вендюрского.
В озере около десятка безымянных островов общей площадью 0,39 км², рассредоточенных по всей площади водоёма, однако их количество может варьироваться в зависимости от уровня воды.
Рыба: щука, плотва, лещ, окунь, сиг, ряпушка, налим, ёрш.
Восточнее озера располагается одноимённая деревня, к которой подходит дорога местного значения 86К-87 («Юркостров — Линдозеро»).
Код объекта в государственном водном реестре — 01040100211102000018002.